# تیمو سالو
تیمو سالو (فنلاندی: Teemu Salo؛ زادهٔ ۱۱ فوریهٔ ۱۹۷۴) ورزشکار کرلینگ اهل فنلاند بود.